# La Roque-Esclapon
La Roque-Esclapon ist eine französische Gemeinde mit 253 Einwohnern (Stand 1. Januar 2022) im Département Var in der Region Provence-Alpes-Côte d’Azur. Sie gehört zum Arrondissement Draguignan und ist Mitglied im Gemeindeverband Dracénie Provence Verdon Agglomération. Die Bewohner werden Roquois und Roquoises genannt.

## Geografie
La Roque-Esclapon liegt in der Provence etwa 25 Kilometer nordöstlich von Draguignan.
Umgeben wird La Roque-Esclapon von den vier Nachbargemeinden:
|         | La Bastide                                  |      |
| Bargème | Kompassrose, die auf Nachbargemeinden zeigt |      |
|         | Seillans                                    | Mons |

## Bevölkerungsentwicklung
| 1962 | 1968 | 1975 | 1982 | 1990 | 1999 | 2006 | 2013 | 2020 |
| ---- | ---- | ---- | ---- | ---- | ---- | ---- | ---- | ---- |
| 100  | 112  | 122  | 136  | 150  | 192  | 231  | 286  | 248  |

## Sehenswürdigkeiten
- Ruinen der Burg aus dem 11. Jahrhundert
- Kirche Sainte-Marguerite, 1860 auf der Stelle des einfachen Vorgängerbaus neu errichtet
- Ehemalige romanische Kapelle Notre-Dame
- Kapelle Saint-Claude, ehemalige Kapelle des Ordens der Weißen Büßer
- Kapelle Alexis
- Votivkapelle Saint-Roch
- Kapelle in Le Moutet